# 杨志亮
杨志亮（1962年11月—），河南省焦作市武陟县人，中国人民解放军海军中将。中国共产党第二十届中央委员会委员。

## 生平
杨志亮出生在武陟县谢旗营镇小寨村一个普通农民家庭。1981年入伍。1983年考进中国人民解放军海军大连舰艇学院火炮系。1988年3月，从海军大连舰艇学院火炮系毕业不久，正在中国人民解放军海军南海舰队南充号导弹护卫舰（舷号502）上任副枪炮长的杨志亮，参加了赤瓜礁海战。1988年3月12日晚，正在南沙群岛海域巡逻的502舰接到上级命令，赶往赤瓜礁执行勘察任务。3月13日中午，502舰抵达赤瓜礁海区开展勘察工作。正在勘察作业时，502舰雷达发现越南海军5艘舰船编队驶向赤瓜礁海域。502舰立即起锚拦截越南军舰，并通过高音喇叭向越军喊话，指明这里是中国领海，要求越军立即离开。3月14日黎明，杨志亮带队的第二登礁小组开始登礁。3月14日8时许，僵持继续升级。两军推搡之间，一名越军士兵举枪指向中方一名战士，杨志亮右手将越军士兵从后面拦腰抱住，左手抓住其枪管。子弹射穿了杨志亮的左臂。战斗由此打响。一名战友将杨志亮拖到赤瓜礁礁盘边缘，抓起一根麻绳帮杨志亮包扎止血。随后杨志亮失去知觉。杨志亮醒来后得知，中方获胜，击沉、重创越军舰船3艘，俘虏越军9人，中方仅他1人负伤。战后，杨志亮被送回大陆接受治疗。经诊断，杨志亮左侧小臂粉碎性骨折，后经治疗，手臂成功保住并恢复运动功能。杨志亮康复出院后，受到中国人民解放军总参谋长迟浩田上将接见。杨志亮因在赤瓜礁海战中的英勇表现而立一等功。
此后，杨志亮先后在水面舰艇、海军机关、潜艇、后勤保障部队工作，历任舰艇枪炮长、舰副政委、舰政委、支队副政委等职。2003年，已成为师职干部的杨志亮曾被派到海拔4000米的西藏日喀则带职锻炼，担任日喀则军分区副政委一年，其间走遍下辖18个县市的边防哨卡，并两次走进海拔5300米的中国人民解放军全军最高边防哨所——查果拉。后来，杨志亮出任海军青岛保障基地政委。不久，杨志亮任中国人民解放军海军北海舰队航空兵副政委，海军大校军衔，成为副军职干部。
2015年，杨志亮调任中国人民解放军海军南海舰队政治部副主任。2016年深化国防和军队改革中，改任中国人民解放军南部战区海军政治工作部副主任。2016年1月底至2月初，杨志亮随海军慰问组乘军舰到南沙群岛慰问，这是杨志亮在赤瓜礁海战后第一次登上南沙岛礁，第一次重登赤瓜礁。
2017年1月20日，海军在北京举行晋衔仪式，共7名军官晋升为海军少将，仪式由海军司令员沈金龙主持。7名获晋升的军官中，杨志亮、柏耀平缺席。柏耀平是自2016年8月起执行亚丁湾、索马里海域护航任务的112编队指挥员，此时已完成任务，正在执行对外友好访问任务；杨志亮是2017年1月2日起接替112编队执行护航任务的568编队指挥员，1月2日112编队与568编队在亚丁湾交接任务。晋衔仪式举行时，两人都不在中国，因此缺席。
2018年1月1日之前，杨志亮出任中国人民解放军海军研究院政委。2018年6月，杨志亮离开海军研究院，海军研究院政委由赖如鑫接任。之后杨志亮任中国人民解放军海军装备部政治委员。2019年12月，杨志亮升任南部战区海军政治委员，并晋升海军中将军衔。2022年10月，杨志亮在中共二十大上当选中共中央委员。

## 家庭

### 父母
- 杨福成
- 沈凤兰

### 妻子
- 邱积荣，在大连的医院担任医生[1]